# فهرست مراکز درمانی شهر اراک
مراکز درمانی شهر اراک شامل مراکز درمانی و بیمارستان‌های دولتی و خصوصی در این شهر هستند.
| نام مرکز درمانی                        | نوع مرکز      | سال ساخت | واحدهای درمانی | آدرس                                                                     |
| -------------------------------------- | ------------- | -------- | --- | ------------------------------------------------------------------------ |
| بیمارستان امیرکبیر اراک                | دانشگاهی      | ۱۳۱۸     | گوش و حلق و بینی، روان‌پزشکی، عفونی، هماتولوژی کودکان، اورژانس، نوزادان، چشم‌پزشکی، کودکان، ICU, CCU                | کوی علم الهدی - میدان راه‌آهن                                             |
| بیمارستان ولیعصر                       | دانشگاهی      | ۱۳۲۹     | مغز و اعصاب، بخش ارتوپدی، اورژانس، بستری اورژانس، جراحی، دیالیز، نرولوژی، عفونی، سوانح و سوختگی،ICU، اتاق عمل     | میدان ولیعصر                                                             |
| بیمارستان آیت‌الله طالقانی اراک         | دانشگاهی      | ۱۳۴۶     | اورژانس، زایمان بدون درد، زایمان فیزیولوژیک، جراحی، پست پارتوم، نوزادان،NICU                                      | خیابان امام خمینی                                                        |
| بیمارستان قدس اراک                     | بخش خصوصی     | ۱۳۵۰     | بخش VIP,ICU,NICU، سنگ‌شکن، سونوگرافی، آنژیوگرافی، جراحی، اتاق عمل،CCU                                              | سه راه ابوذر، خیابان فلسطین                                              |
| پلی کلینیک تخصصی ابن سینا              | تامین اجتماعی | ۱۳۵۰     | واحدهای درمانگاهی، خدمات پاراکلینیک                                                                               | سه راه ارامنه- خیابان عباس‌آباد                                           |
| بیمارستان آیت‌الله خوانساری             | دانشگاهی      | ۱۳۸۶     | اتاق عمل، آنکولوژی،ICU، رادیولوژی، پاتولوژی                                                                       | انتهای خیابان دانشگاه                                                    |
| بیمارستان امام خمینی اراک              | تامین اجتماعی | ۱۳۷۷     | جراحیهای عمومی، داخلی، زایمان،post parthum، کودکان، I.C.U,NICU,C.C.U                                              | شهرک گردو                                                                |
| بیمارستان امیرالمؤمنین                 | دانشگاهی      | ۱۳۸۷     | سه بخش داخلی، سه بخش جراحی، اتاق عمل، ICU,CCU، اورژانس، فوق تخصصی ریه، کلیه، قلب، گوارش، ارتوپدی و جراحی‌های عمومی | میدان بسیج، جنب پردیس دانشگاه                                            |
| بیمارستان سینا                         | بخش خصوصی     | ۱۳۹۶     | | صادقیه                                                                   |
| درمانگاه قدس                           | تامین اجتماعی | ۱۳۶۹     | واحدهای درمانگاهی، خدمات پاراکلینیک                                                                               | میدان حافظ                                                               |
| پلی کیلینیک تخصصی و فوق تخصصی امام رضا | دانشگاهی      | ۱۳۸۷     | انواع کلینیک‌های تخصصی، اتاق عمل                                                                                   | خیابان شهید شیرودی                                                       |
| دی کلیینیک ایرانمهر                    | بخش خصوصی     | ۱۳۸۵     | اتاق عمل، جراحی‌های چشم، زیبائی، زنان، عمومی، ارتوپدی، ارولوژی وگوش و حلق وبینی و …                                | خیابان شهید شیرودی (خرم) - نبش کوچه شهید محمودآبادی                      |
| کلینیک تخصصی چشم‌پزشکی دیدار            | بخش خصوصی     | ۱۳۹۵     | جراحی چشم، لیزیک، اصلاح عیوب انکساری، تصویر برداری قرنیه و شبکیه، آنژیوگرافی، پریمتری،                            | خیابان شهید شیرودی (خرم) - روبروی سازمان انتقال خون - ساختمان بوعلی سینا |